# Лебо Мотіба
Лебо Мотіба (англ. Lebo Mothiba, нар. 28 січня 1996, Йоганнесбург) — південноафриканський футболіст, нападник клубу «Мамелоді Сандаунз».
Виступав, зокрема, за клуби «Лілль-2» та «Валансьєнн», а також олімпійську збірну ПАР.

## Клубна кар'єра
У дорослому футболі дебютував 2014 року виступами за команду клубу «Лілль-2», в якій провів три сезони, взявши участь у 32 матчах чемпіонату.
З 2017 по 2018 роки на правах оренди виступав за команду «Валансьєнн».
В основному складі «Лілля» провів 17 матчів в яких відзначився 6-ма забитими голами.
31 серпня 2018 року перейшов до клубу «Страсбур».
27 січня 2022 року, Мотіба на правах оренди перейшов до кінця сезону до команди «Труа».
31 травня 2024 року було оголошено, що Мотіба не продовжуватиме свій контракт зі «Страсбуром».
31 травня 2025 року, Лебо як вільний агент перейшов до клубу «Мамелоді Сандаунз». У складі команди учасник клубного чемпіонату світу 2025 року.

## Виступи за збірну
2016 року захищав кольори олімпійської збірної ПАР. У складі цієї команди провів 2 матчі. У складі збірної — учасник футбольного турніру на Олімпійських іграх 2016 року у Ріо-де-Жанейро.
Виступав за національну збірну ПАР, у її складі переможець Турніру чотирьох націй 2018 року.

## Статистика виступів

### Статистика виступів за збірну
| Національна збірна | Рік   | Матчі | Голи |
| ------------------ | ----- | ----- | ---- |
| ПАР                | 2018  | 6     | 4    |
| ПАР                | 2019  | 8     | 0    |
| ПАР                | 2023  | 3     | 0    |
| Разом              | Разом | 17    | 4    |

## Титули і досягнення
- Володар Кубка французької ліги (1):

«Страсбур»: 2018–19